# Forbryderhæren
Forbryderhæren er en fransk film fra 2009, der er instrueret af Robert Guédiguian. I Frankrig var der 404.094 mennesker der så filmen.

## Handling
Filmen beskriver den gryende kommunistiske modstandsbevægelse i Paris i begyndelsen af 2. verdenskrig. Begivenhederne begynder at tage fart ved sammenbruddet af Molotov-Ribbentrop-pagten og Nazi-Tysklands efterfølgende invasion af Sovjetunionen i juni 1941.
Handlingen bygger på virkelige begivenheder og fortæller historien om armeneren Missak Manouchian (Simon Abkarian) og hans gruppes merritter som modstandsgruppe. Filmen maler et grumt billede af en blandet flok amatører, der pludselig af forskellige årsager begynder at yde modstand mod den tyske besættelsesmagt.

## Medvirkende
- Simon Abkarian – Missak Manouchian
- Virginie Ledoyen – Mélinée Manouchian
- Robinson Stévenin – Marcel Rayman
- Grégoire Leprince-Ringuet – Thomas Elek
- Lola Naymark – Monique
- Jean-Pierre Darroussin – politiinspektør Pujol
- Ariane Ascaride – Mme Elek
- Adrien Jolivet – Henri Krasucki

## Steder
Filmen foregår for en stor dels vedkommende i Paris' 11. arrondissement specifikt i gaden Rue des Immeubles-Industriels, hvor en del af hovedpersonerne bor.